# Коацервація
Коацервація (англ. coacervation) —
- 1. Розділення на дві рідкі фази в колоїдних системах (напр., під час висолювання). Фаза з більшою концентрацією колоїдного компонента є коацерватом, а інша фаза є рівноважним розчином.
- 2. У випадку полімерів — виділення з розчину полімера нової рідкої збагаченої полімером фази (коацервату) у вигляді крапель або й суцільного шару. Відбувається при зміні температури або складу системи й зумовлюється зниженням взаєморозчинності компонентів.